# Nuncia verrucosa
Nuncia verrucosa is een hooiwagen uit de familie Triaenonychidae.